# Скотт, Кен
Кен Скотт (англ. Ken Scott; 20 апреля 1947, Лондон) — британский 	музыкальный продюсер, звукоинженер и композитор.

## Карьера
Кен Скотт начал музыкальную карьеру в возрасте 16 лет с работы в библиотеке пленок на студии EMI. Со временем он стал звукоинженером и работал с такими исполнителями, как The Beatles, Джефф Бек, Pink Floyd, The Hollies и Procol Harum.
Позже перешёл на Trident Studios, где работал с Элтоном Джоном, Джорджем Харрисоном, Гарри Нилсоном, Mahavishnu Orchestra и America.
Скотт плодотворно сотрудничал с британским певцом Дэвидом Боуи, был сопродюсером на его альбомах Hunky Dory (1971), The Rise and Fall of Ziggy Stardust and the Spiders from Mars (1972), Aladdin Sane (1973) и Pin Ups (1973). После этого продюсировал группы Supertramp, The Tubes, Dixie Dregs, Devo, Missing Persons, Kansas, Happy The Man и Level 42.
В числе последних работ продюсера — сотрудничество с Duran Duran, Джорджем Харрисоном и George Harrison Estate.

## Награды
В числе достижений Скотта — награда Clio Awards за песню к рекламному ролику «I’d Like to Buy the World a Coke» и пять номинаций на премию «Грэмми».